# Cantonul Decize
Cantonul Decize este un canton din arondismentul Nevers, departamentul Nièvre, regiunea Burgundia, Franța.

## Comune
| Comune                  | Populație (1999) | Cod poștal | Cod INSEE |
| ----------------------- | ---------------- | ---------- | --------- |
| Avril-sur-Loire         | 236              | 58300      | 58020     |
| Champvert               | 835              | 58300      | 58055     |
| Decize                  | 5 975            | 58300      | 58095     |
| Devay                   | 471              | 58300      | 58096     |
| Fleury-sur-Loire        | 243              | 58240      | 58115     |
| Saint-Germain-Chassenay | 369              | 58300      | 58241     |
| Verneuil                | 332              | 58300      | 58306     |